# Cohocton (villa)
Cohocton es una villa ubicada en el condado de Steuben en el estado estadounidense de Nueva York. En el año 2010 tenía una población de 838 habitantes.

## Geografía
Cohocton se encuentra ubicada en las coordenadas 42°30′1″N 77°29′37″O / 42.50028, -77.49361.

## Demografía
Según la Oficina del Censo en 2000 los ingresos medios por hogar en la localidad eran de $35,147, y los ingresos medios por familia eran $38,438. Los hombres tenían unos ingresos medios de $30,057 frente a los $22,321 para las mujeres. La renta per cápita para la localidad era de $13,660. Alrededor del 15.3% de la población estaban por debajo del umbral de pobreza.